# Jeffrey Skoll
Pour les articles homonymes, voir Skoll.
Jeffrey Stuart Skoll, né le 16 janvier 1965 à Montréal, est un ingénieur, entrepreneur et producteur de films canadien.
Il est le premier employé et, par la suite, le premier président d'eBay. Cette position lucrative lui permet de devenir philanthrope, en particulier par le biais de la Skoll Foundation (en) et de sa société de médias Participant Media. Il a fondé l'entreprise d'investissement Capricorn Investment Group peu après et en est l'actuel président.